# تل دزد
تل دزد (بالفارسية: محوطه دزد) هو تل تاريخي يعود إلى الإسلام المبكر، ويقع في مقاطعة كاشمر، قرية سرحوضك. وتم تسجيل هذا التل في 13 أغسطس 2005 مع رقم تسجيل 13185 باعتباره أحد التراث الوطني الإيراني.